# 流星 (可苦可樂單曲)
《流星》（日语：／ Ryūsei）是日本樂團可苦可樂的第19張單曲，2010年11月17日發行。

## 簡介
可苦可樂時隔1年4個月之後的首張單獨名義的CD單曲（2010年7月可苦可樂曾和布袋寅泰、今井美樹夫婦合作慈善歌曲《太陽的旋律》）。
是同年由竹野內豐、上戶彩主演的富士電視台月九劇《流星》的主題曲。可苦可樂二人讀過電視劇的劇本之後，決定以「水母」作為著重點創作歌曲（劇中男女主角在水族館的水母槽前相遇）。小淵健太郎由水母聯想到宇宙和星空，因此決定將歌曲命名為「流星」。另一方面，電視劇製作人中野利幸當時正為劇集的名稱煩惱，竹野內豐對他說「小時候就覺得水母很像流星」，中野得知主題曲名是「流星」，感到是命運，馬上決定也將「流星」作為劇名。
單曲發售的一天前，可苦可樂在神奈川縣的新江之島水族館（電視劇《流星》的一個重要拍攝場地）內舉行了單曲的發行紀念活動，披露了這首新歌，水族館內80多名客人見證了新曲的發布。
在Oricon公信榜上最高排行第3位，連續八個星期在Oricon前十位，與2005年的單曲《只在這裡盛開的花》的自身最長時間在前十位的紀錄持平。唱片銷量比起上一年的兩張單曲有了不小的提升。此外，在音樂下載方面成績不俗，首次取得RIAJ付費音樂下載榜的冠軍。
這首也是可苦可樂於第61回NHK紅白歌合戰中演唱的歌曲。

## 收錄曲目
1. 流星 [5:10]
作詞、作曲：小淵健太郎；編曲：可苦可樂、笹路正德
2. 流星 （Instrumental）

## 外部連結
- 流星 （页面存档备份，存于）